# اوسیلوو
اوسیلوو (به لاتین: Úsilov) یک منطقهٔ مسکونی در جمهوری چک است که در شهرستان دوماژلیتسه واقع شده‌است. اوسیلوو ۸٫۱۳ کیلومتر مربع مساحت و ۱۳۹ نفر جمعیت دارد و ۴۶۷ متر بالاتر از سطح دریا واقع شده‌است.